# 馬拉加灣國家自然公園
馬拉加灣國家自然公園（西班牙語：Parque nacional natural Uramba Bahía Málaga），是哥倫比亞的國家公園，位於該國西部考卡山谷省，處於布埃納文圖拉，成立於2010年8月，面積471平方公里，是觀賞座頭鯨的熱門地點。